# 乔利陨击坑
乔利陨击坑（Joly）是火星南海区的一座撞击坑，其中心坐标位于南纬42.7度、西经42.7度处，直径79.9公里，该特征名取自爱尔兰物理学家约翰·乔利（1857年－1933年），1973年被国际天文联合会行星系统命名工作组批准接受。

## 蜘蛛状特征
在冬季，大量霜冻积聚，它们直接冻结在覆盖着层层沙尘水冰构成的永久极冠表面，这些沉积物最初是一层含尘埃的二氧化碳霜。在冬季，它们会重新结晶并变得更致密，被裹挟在霜冻的尘埃和沙粒逐惭下沉。到春天气温上升时，霜冻层已变成一层覆盖在深色沙尘基底上，厚约3英尺的半透明冰块。这种深色的物质会吸收光线，并导致冰升华（直接变成气体），最终大量气体积聚并膨胀。当找到一处薄弱点时，气体就会逸出并吹出尘埃，速度可达每小时100英里。有时可看到被称为“蜘蛛”的黑色通道。当这一过程发生时，地表上似乎布满了黑点。
人们提出了许多想法来解释这些特征，它们可在下面的图片中看到。

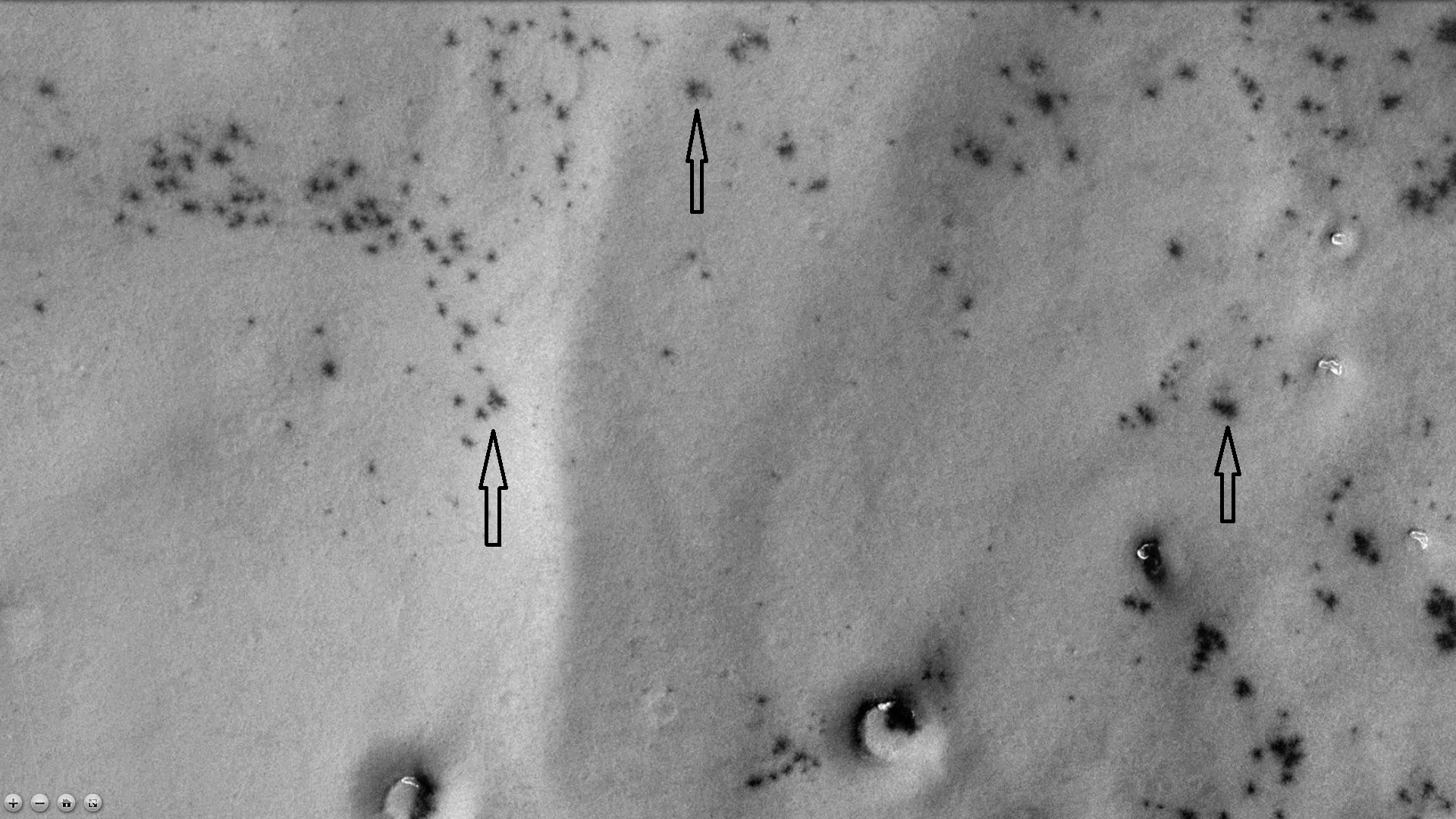
火星勘测轨道飞行器背景相机显示的乔利陨击坑中的黑斑和“蜘蛛”。“蜘蛛”看上去像模糊的斑点，它们是聚集在透明二氧化碳冰层下通道中的黑色尘埃。注：这是前一幅图像的放大版。
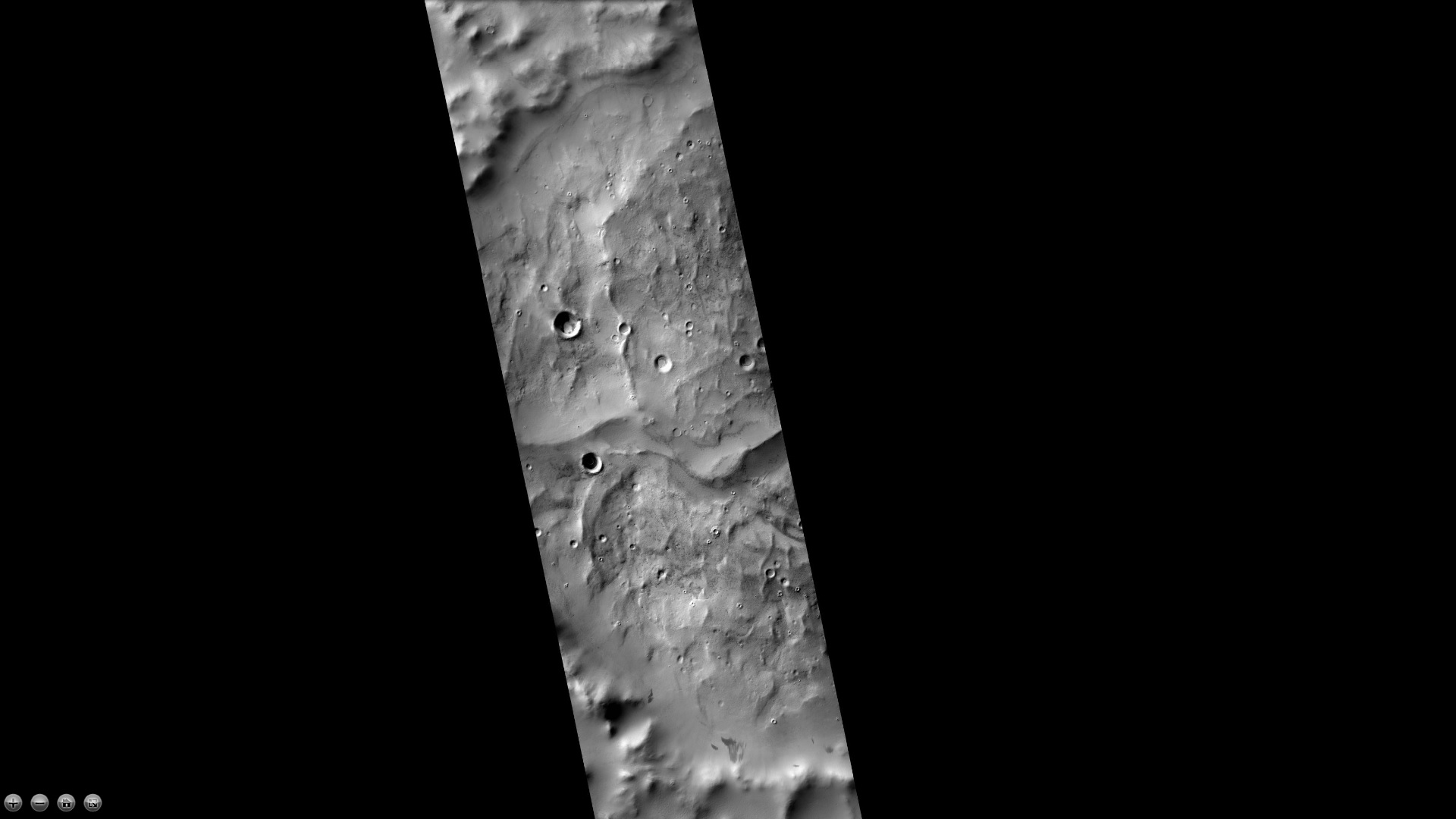
火星勘测轨道飞行器背景相机显示的乔利陨击坑内的蛇形丘，蛇形丘是图像中隆起的部分，它们是由冰川下流淌的溪流所形成

## 另请查看
- 火星气候
- 火星地质
- 火星间歇泉
- 撞击坑
- 撞击事件
- 火星撞击坑
- 火星矿石资源
- 行星体系命名法